# 2. Mokwa
2. Mokwa (russisch 2-я Моква) oder Wtoraja Mokwa (Вторая Моква) ist ein Dorf (derewnja) in der Oblast Kursk in Russland. Es gehört zum Rajon Kursk und zur Landgemeinde (selskoje posselenije) Mokowski selsowjet.

## Geographie
Der Ort liegt gut 3 km Luftlinie westlich des Oblastverwaltungszentrums Kursk im südwestlichen Teil der Mittelrussischen Platte, an der südlichen Grenze vom Sitz des Dorfsowjet – 1. Mokwa, 84 km vor Grenze zwischen Russland und der Ukraine, am Fluss Seim (linker Nebenfluss der Desna) und seinem Nebenfluss Mokwa.

### Klima
Das Klima im Ort ist wie im Rest des Rajons kalt und gemäßigt. Es gibt während des Jahres eine erhebliche Niederschlagsmenge. Dfb lautet die Klassifikation des Klimas nach Köppen und Geiger.

## Bevölkerungsentwicklung
| Jahr | Einwohner |
| ---- | --------- |
| 2002 | 303       |
| 2010 | 310       |

Anmerkung: Volkszählungsdaten

## Verkehr
2. Mokwa liegt an der Fernstraße föderaler Bedeutung M2 „Krim“ (ein Teil der Europastraße E105) und 5 km vom nächsten Bahnhof Ryschkowo (Eisenbahnstrecke Lgow-Kijewskij – Kursk) entfernt.
Der Ort liegt 121 km vom internationalen Flughafen von Belgorod entfernt.